# 扁果麻栎
扁果麻栎（学名：Quercus acutissima var. depressinucata）为壳斗科栎属下的一个变种。

## 扩展阅读
- 維基物種上的相關：扁果麻栎